# 시세 바베트 크누센
시세 바베트 크누센(덴마크어: Sidse Babett Knudsen, 1968년 11월 22일 ~ )은 덴마크의 배우이다. 텔레비전 드라마 《여총리 비르기트》에 등장하는 주인공인 비르기트 뉘보르 크리스텐센 역할로 유명하다.

## 영화
- 애프터 웨딩
- 인페르노
- 홀로그램 포 더 킹
- 인 패브릭: 레드 드레스
- 9명의 번역가 - 헬렌 투센 역

## 텔레비전 방송
- 여총리 비르기트
- 웨스트월드
- 일렉트릭 드림스
- 심슨 가족

## 수상 및 후보
- 2016년 세자르상 여우조연상 수상